# История Рюкю
Корни рюкюской культуры уходят в I тысячелетие до н. э. Примерно в 1200 году произошло объединение различных феодалов, а 200 лет спустя было основано государство Рюкю.

## Ранняя история

### Доисторический период
Происхождение современного народа Рюкюсцев оспаривается. Одна теория утверждает, что самые ранние жители этих островов пересекли доисторический сухопутный мост из современного Китая, с более поздними добавлениями австронезийцев, микронезийцев и японцев, слившихся с населением.  Время появления людей на Окинаве остается неизвестным. Самые ранние человеческие кости принадлежали пещерному человеку Ямасита около 32 000 лет назад, за ним последовали пещерный человек Пинза-Абу, Миякодзима около 26 000 лет назад и человек Минатогава., около 18 000 лет назад. Вероятно, они пришли через Китай и когда-то считались прямыми предками тех, кто жил на Окинаве. Каменных орудий при них обнаружено не было. В течение следующих 12 000 лет после стоянки человека Минатогава не было обнаружено никаких следов археологических раскопок.

## Период Троецарствия
Период Троецарствия, также известный, как период Сандзан (яп. 三山時代 'Sanzan-jidai') (Три горы), с 1322 по 1429 год. На Окинаве было три княжества: Хокудзан (яп. 北山, «Северная Гора»), Нандзан (яп. 南山, «Южная Гора») и Тюдзан (яп. 中山, «Центральная Гора»). Все три княжества были данниками Китая, и все три боролись за власть над островом. Постепенно происходила консолидация власти под властью семьи Сё. СВ 1416 году Хаси, сын князя Тюдзана и фактический правитель княжества, захватил Хокудзан., среднее царство, в 1404 году и сделал своего отца, Сё Сишо, королем. Он завоевал Хокудзан, северное королевство, в 1416 году и завоевал южное королевство, Нандзан.

## Королевство Рюкю

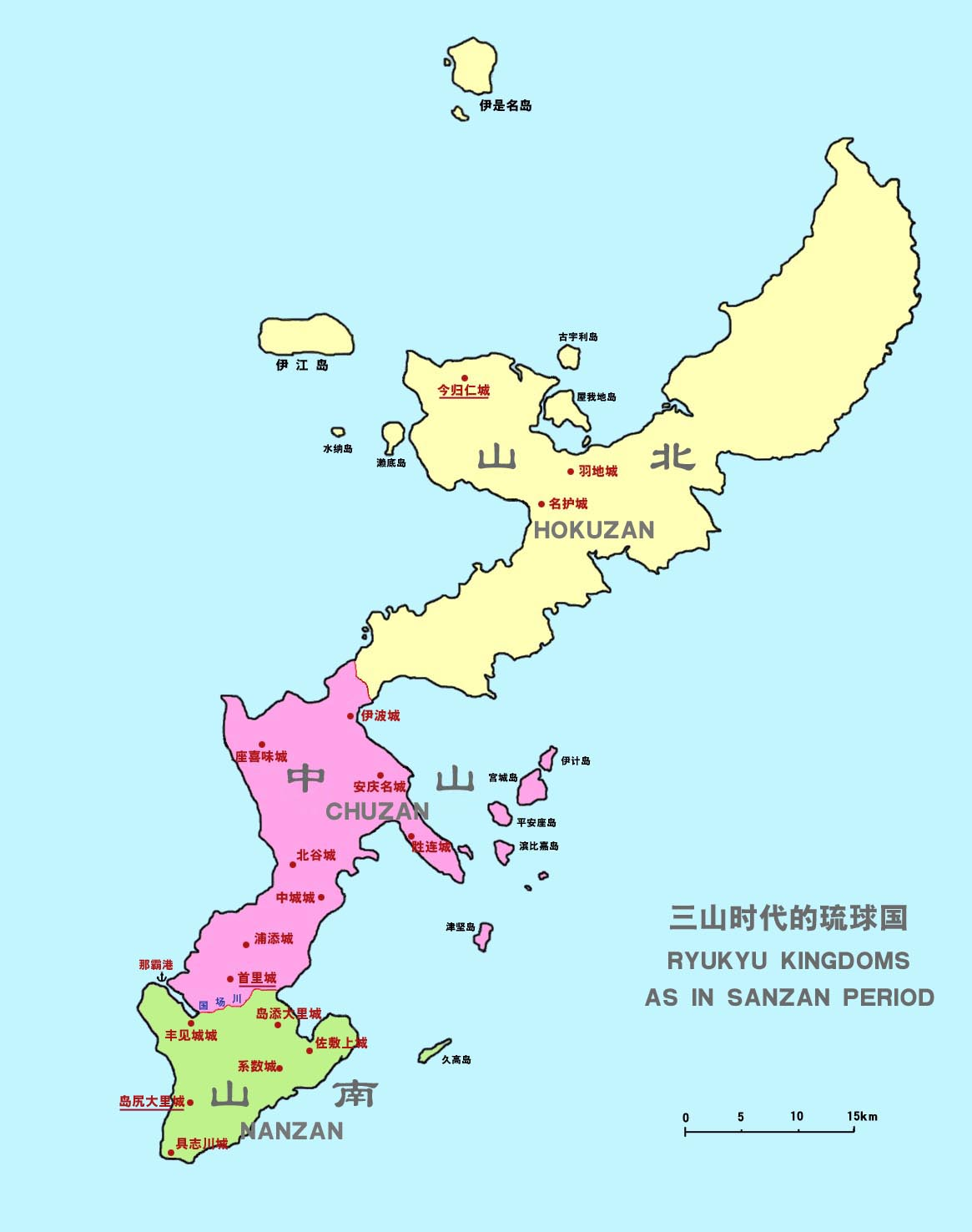
Окинавские княжества Хокудзан, Тюдзан, Нандзан

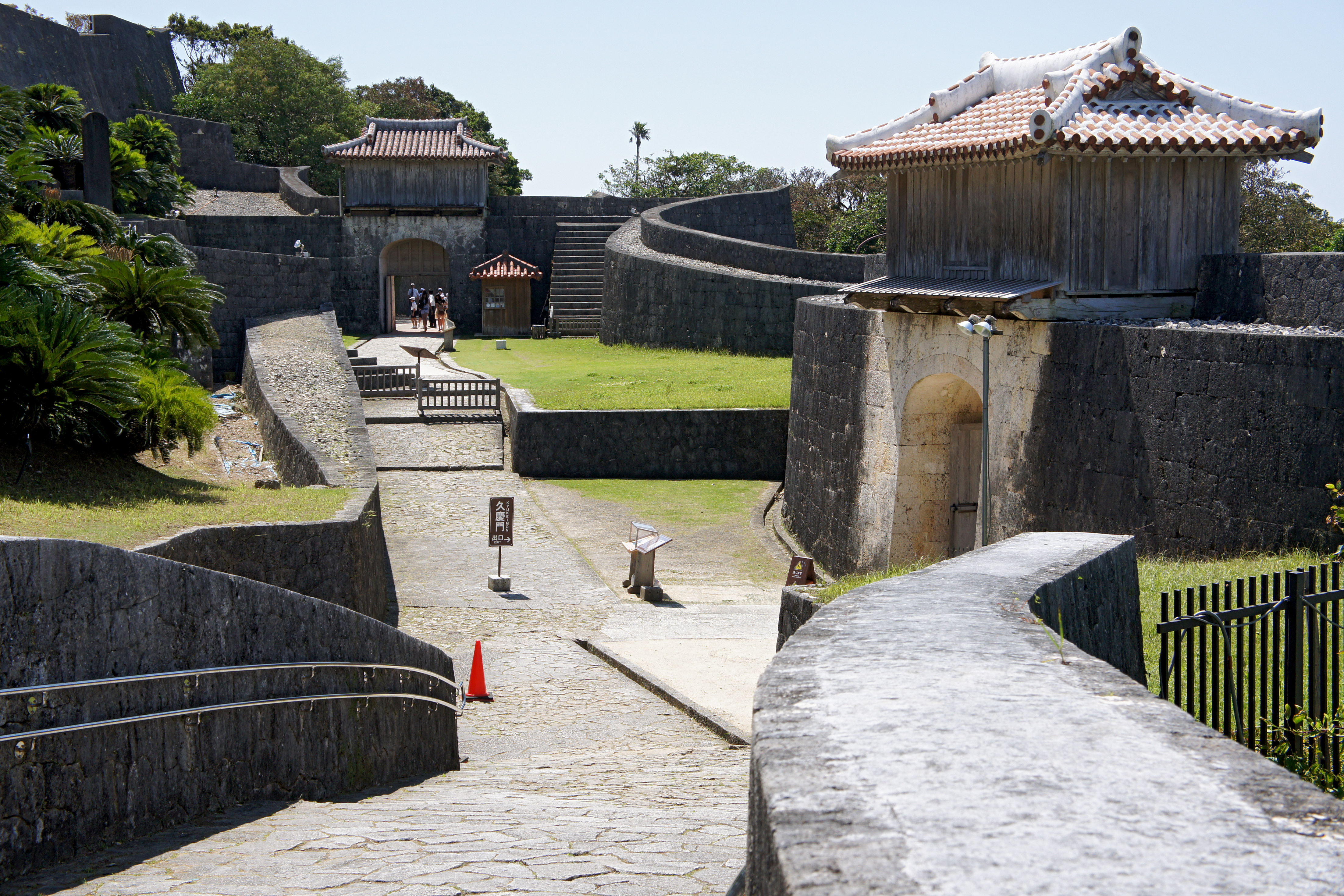
Стены замка Сюри

В 1429 году три королевства объединились в единое королевство Рюкю. Затем Сё Хаси был признан в качестве правителя Королевства Рюкю (или Королевства Люцю на китайском языке) императором Китая династии Мин, который подарил ему красную лакированную табличку, известную как Табличка Тюдзан. Несмотря на независимость, короли королевства Рюкю платили дань уважения правителям Китая.

## Префектура Окинава, 1879-1937
В 1879 году Япония заявила о намерении аннексировать королевство Рюкю. Китай выразил протест и попросил бывшего президента США Улисса Гранта , находившегося в то время в дипломатическом турне по Азии, вмешаться. Один из рассмотренных вариантов заключался в том, чтобы Япония аннексировала острова от острова Амами к северу, Китай аннексировал острова Мияко и Яэяма , а центральные острова оставались независимым королевством Рюкю. Когда переговоры в конце концов провалились, Япония аннексировала весь архипелаг Рюкю.  Таким образом, Рюкю- хан был упразднен и заменен префектурой Окинава правительством Мэйдзи . Монархия в Сюри была упразднена, а король Шо Тай свергнут.(1843–1901) был вынужден переехать в Токио. В качестве компенсации он стал маркизом в системе пэров Мэйдзи.

## Окинава во время Второй Мировой войны
В годы, предшествовавшие Второй мировой войне, японское правительство стремилось укрепить национальную солидарность в интересах милитаризации. Отчасти они сделали это с помощью призыва, мобилизации и националистической пропаганды. Многие жители островов Рюкю, несмотря на то, что они прожили всего одно поколение как полноправные японские граждане, были заинтересованы в том, чтобы доказать свою ценность для Японии, несмотря на предубеждения, выраженные японцами с материка.
В 1943 году, во время Второй мировой войны, президент США спросил своего союзника, Китайскую Республику, предъявит ли она претензии на Рюкю после войны. «Затем президент обратился к вопросу об островах Рюкю и не раз спрашивал, нужны ли Китаю Рюкю. Генералиссимус ответил, что Китай согласится на совместную оккупацию Рюкю Китаем и Соединенными Штатами и, в конечном итоге, совместное управление двух стран под опекой международной организации». 23 марта 1945 года Соединенные Штаты начали наступление на остров Окинава, последние отдаленные острова, перед ожидаемым вторжением в материковую Японию.

### Битва за Окинаву, 1 Апреля - 22 Июня 1945
Битва за Окинаву, также известная как Операция Айсберг — операция по захвату японского острова Окинава войсками США при поддержке американского и британского флотов. Бои шли 82 дня и окончились лишь 23 июня 1945 года. Сражение является одним из самых кровопролитных за всё время войны на Тихоокеанском фронте: японцы потеряли более 100 тыс. солдат; союзники потеряли более 12 тыс. человек убитыми (в основном, солдаты США) и более 38 тыс. ранеными. Сотни тысяч мирных граждан были убиты, ранены или попытались покончить жизнь самоубийством. Около трети гражданского населения погибло в результате вторжения.
90 % зданий на острове были полностью разрушены, тропический ландшафт с его пышной растительностью «был превращён в огромное поле, состоящее из грязи, свинца и гнилья».
Окинава должна была послужить плацдармом для планируемого вторжения на основные острова японского архипелага.  Хотя на Окинаве была спешно построена база для воздушных операций против основной японской территории, атомные бомбардировки Хиросимы и Нагасаки, а также неожиданное для японцев вторжение СССР в Маньчжурию, привели к капитуляции Японии всего через несколько недель после окончания боёв на острове. Ввиду этого планируемое вторжение союзников в Японию так и не было осуществлено.

## Послевоенная оккупация
Захват острова с военной точки зрения «превзошёл все ожидания»: с захватом Окинавы флот и армия союзников получили военную базу, американская авиация получила аэродромы в непосредственной близости от основной части Японии. После битвы, в июле 1945 года, в ходе операции «Зебра», прибрежные воды были очищены от мин, а на захваченном острове была учреждена «Гражданская Администрация США на островах Рюкю», по сути — военное правительство, просуществовавшее на острове до 15 мая 1972 года. До сих пор на острове базируется значительное количество американских войск, а база «Кадэна» является самой большой военной базой США в Азии.